# كريس ويدمان
كريستوفر جيمس ويدمان (بالإنجليزية: Christopher James Weidman؛ مواليد 17 يونيو 1984) هو مُقاتل فنون قتالية مختلطة أمريكي محترف. يُنافس حاليًا في فئة الوزن المتوسط في يو إف سي، حيث كان بطل يو إف سي للوزن المتوسط السابق.

## مسيرته في فنون القتال المختلطة

### يو إف سي
خاض ويدمان أول نزال له في يو إف سي ضد أليسيو ساكارا في 3 مارس 2011، في حدث يو إف سي لايف: سانشيز ضد كامبمان، ليحل محل رافاييل ناتال المصاب. فاز ويدمان، الذي خاض القتال قبل أسبوعين وكان يعاني أيضًا من إصابة في الضلع، بقرار القضاة بالإجماع.

## حياته الشخصية
شقيقة ويدمان متزوجة من شقيق مقاتل يو إف سي ستيفن تومسون.

## فيلموغرافيا

### التلفزيون
| العام     | العنوان              | الدور      | الملاحظات |
| --------- | -------------------- | ---------- | --------- |
| 2016–2018 | كيفن يستطيع الانتظار | نيك داوسون | 4 حلقات   |

## البطولات والإنجازات

### فنون القتال المختلطة
- يو إف سي
  - بطولة يو إف سي للوزن المتوسط (مرة واحدة)
    - ثلاث دفاعات ناجحة عن اللقب
    - ثالث أكثر عدد من الانتصارات في تاريخ نزالات اللقب في فئة الوزن المتوسط في يو إف سي (4)[13]

  - قتال الليلة (ثلاث مرات) ضد ليوتو ماتشيدا، لوك روكهولد ورونالدو سوزا[14]
  - أفضل ضربة قاضية في الليلة (مرتين) ضد مارك مونيوث وأندرسون سيلفا 1
    - أفضل ضربة قاضية في العام 2013 ضد أندرسون سيلفا 1[15]
    - مفاجأة العام 2013 ضد أندرسون سيلفا 1[16]

  - أفضل إخضاع في الليلة (مرة واحدة) ضد جيس بونجفيلدت
  - اداء الليلة (مرة واحدة) ضد فيتور بلفور
    - بالمشاركة مع (رونالدو سوزا) خامس أكثر مكافآت ما بعد القتال في تاريخ فئة الوزن المتوسط في يو إف سي (7)[13]

  - أكبر عدد من عمليات الإسقاط في تاريخ فئة الوزن المتوسط في يو إف سي (43)[13]
  - ثالث أطول سلسلة انتصارات في تاريخ قسم الوزن المتوسط في يو إف سي (9)[13]
  - مقاتل العام 2013[17]
  - جوائز نصف العام 2012: أفضل مقاتل في النصف الأول من العام[18]
  - الوافد الجديد للعام 2011[19]
- حلقة القتال
  - بطولة حلقة القتال للوزن المتوسط (مرة واحدة)
  - دفاع ناجح عن اللقب
- جوائز فنون القتال المختلطة العالمية
  - أفضل مقاتل في عام 2012[20]
  - تشارلز لويس «ماسك» أفضل مقاتل في العام 2013[21]
- ياهو سبورتس.كوم
  - أفضل مقاتل ذكر لعام 2013[22]
- فايت ماتريكس
  - النزال الأكثر أهمية في عام 2014 ضد ليوتو ماتشيدا في 5 يوليو 2014[23]
- إم إم إيه جونكي
  - قتال شهر يوليو 2014 ضد ليوتو ماتشيدا[24]

## سجل فنون القتال المختلطة
| السجل المهني |        |         |
| 24 نزال      | 16 فوز | 8 خسارة |
| ضربة قاضية   | 6      | 7       |
| إخضاع        | 4      | 0       |
| قرار القضاة  | 6      | 1       |

| النتيجة | السجل | الخصم          | الطريقة                          | الحدث                                         | التاريخ        | الجولة | الوقت | المكان                                     | الملاحظات |
| ------- | ----- | -------------- | -------------------------------- | --------------------------------------------- | -------------- | ------ | ----- | ------------------------------------------ | --- |
| خسر     | 16–8  | إريك أندرس     | ضربة فنية قاضية (باللكمات)       | يو إف سي 310                                  | 7 ديسمبر 2024  | 2      | 4:50  | لاس فيغاس، نيفادا، الولايات المتحدة        | نزال في وزن غير محدد (195 رطل). |
| فاز     | 16–7  | برونو سيلفا    | قرار فني (بالإجماع)              | يو إف سي على إي إس بي إن: بلانشفيلد ضد فيوروت | 30 مارس 2024   | 3      | 2:18  | أتلانتيك سيتي، نيو جيرسي، الولايات المتحدة | في الأصل فوز لويدمان بالضربة الفنية القاضية (باللكمات)؛ ثم تم تغييره إلى قرار فني من قبل اللجنة الرياضية بسبب تعرض سيلفا لضربة في عينه مما أدى إلى التوقف. |
| خسر     | 15–7  | براد تافاريس   | قرار القضاة (بالإجماع)           | يو إف سي 292                                  | 19 أغسطس 2023  | 3      | 5:00  | بوسطن، ماساتشوستس، الولايات المتحدة        | |
| خسر     | 15–6  | أوريا هول      | ضربة فنية قاضية (إصابة في الساق) | يو إف سي 261                                  | 24 أبريل 2021  | 1      | 0:17  | جاكسونفيل، فلوريدا، الولايات المتحدة       | |
| فاز     | 15–5  | عمري أحمدوف    | قرار القضاة (بالإجماع)           | يو إف سي ليلة القتال: لويس ضد أولينيك         | 8 أغسطس 2020   | 3      | 5:00  | لاس فيغاس، نيفادا، الولايات المتحدة        | العودة للوزن المتوسط. |
| خسر     | 14–5  | دومينيك ريس    | ضربة قاضية (باللكمات)            | يو إف سي على إي إس بي إن: رييس ضد ويدمان      | 18 أكتوبر 2019 | 1      | 1:43  | بوسطن، ماساتشوستس، الولايات المتحدة        | أول ظهور في وزن خفيف الثقيل. |
| خسر     | 14–4  | رونالدو سوزا   | ضربة قاضية (باللكمات)            | يو إف سي 230                                  | 3 نوفمبر 2018  | 3      | 2:46  | مدينة نيويورك، نيويورك، الولايات المتحدة   | قتال الليلة. |
| فاز     | 14–3  | كيلفن غاستلوم  | إخضاع (خنق مثلث الذراع)          | يو إف سي على فوكس: ويدمان ضد غاستلوم          | 22 يوليو 2017  | 3      | 3:45  | يونيوندايل، نيويورك، الولايات المتحدة      | |
| خسر     | 13–3  | جيجارد موساسي  | ضربة فنية قاضية (بالركبتين)      | يو إف سي 210                                  | 8 أبريل 2017   | 2      | 3:13  | بوفالو، نيويورك، الولايات المتحدة          | |
| خسر     | 13–2  | يويل روميرو    | ضربة قاضية (بالركبة الطائرة)     | يو إف سي 205                                  | 12 نوفمبر 2016 | 3      | 0:24  | مدينة نيويورك، نيويورك، الولايات المتحدة   | |
| خسر     | 13–1  | لوك روكهولد    | ضربة فنية قاضية (باللكمات)       | يو إف سي 194                                  | 12 ديسمبر 2015 | 4      | 3:12  | لاس فيغاس، نيفادا، الولايات المتحدة        | خسر لقب بطولة يو إف سي للوزن المتوسط. قتال الليلة. |
| فاز     | 13–0  | فيتور بلفور    | ضربة فنية قاضية (باللكمات)       | يو إف سي 187                                  | 23 مايو 2015   | 1      | 2:53  | لاس فيغاس، نيفادا، الولايات المتحدة        | دافع عن لقب بطولة يو إف سي للوزن المتوسط. أداء الليلة. |
| فاز     | 12–0  | ليوتو ماتشيدا  | قرار القضاة (بالإجماع)           | يو إف سي 175                                  | 5 يوليو 2014   | 5      | 5:00  | لاس فيغاس، نيفادا، الولايات المتحدة        | دافع عن لقب بطولة يو إف سي للوزن المتوسط. قتال الليلة. |
| فاز     | 11–0  | أندرسون سيلفا  | ضربة فنية قاضية (إصابة في الساق) | يو إف سي 168                                  | 28 ديسمبر 2013 | 2      | 1:16  | لاس فيغاس، نيفادا، الولايات المتحدة        | دافع عن لقب بطولة يو إف سي للوزن المتوسط. |
| فاز     | 10–0  | أندرسون سيلفا  | ضربة قاضية (باللكمات)            | يو إف سي 162                                  | 6 يوليو 2013   | 2      | 1:18  | لاس فيغاس، نيفادا، الولايات المتحدة        | فاز بقلب بطولة يو إف سي للوزن المتوسط. أفضل ضربة قاضية في الليلة.                                                                                          |
| فاز     | 9–0   | مارك مونيوث    | ضربة قاضية (بالكوع واللكمات)     | يو إف سي على فيول تي في: مونيوز ضد ويدمان     | 11 يوليو 2012  | 2      | 1:37  | سان خوسيه، كاليفورنيا، الولايات المتحدة    | أفضل ضربة قاضية في الليلة. |
| فاز     | 8–0   | داميان مايا    | قرار القضاة (بالإجماع)           | يو إف سي على فوكس: إيفانز ضد دايفز            | 28 يناير 2012  | 3      | 5:00  | شيكاغو، إلينوي، الولايات المتحدة           | |
| فاز     | 7–0   | توم لولور      | إخضاع فني (خنق دارس)             | يو إف سي 139                                  | 19 نوفمبر 2011 | 1      | 2:07  | سان خوسيه، كاليفورنيا، الولايات المتحدة    | |
| فاز     | 6–0   | جيسي بونجفيلدت | إخضاع (خنق المقصلة)              | يو إف سي 131                                  | 11 يونيو 2011  | 1      | 4:54  | فانكوفر، كولومبيا البريطانية، كندا         | أفضل إخضاع في الليلة. |
| فاز     | 5–0   | أليسيو ساكارا  | قرار القضاة (بالإجماع)           | يو إف سي لايف: سانشيز ضد كامبمان              | 3 مارس 2011    | 3      | 5:00  | لويفيل، كنتاكي، الولايات المتحدة           | |
| فاز     | 4–0   | فالدير أراوجو  | قرار القضاة (بالإجماع)           | حلقة القتال 33                                | 3 ديسمبر 2010  | 3      | 5:00  | أتلانتيك سيتي، نيو جيرسي، الولايات المتحدة | دافع عن لقب بطولة حلقة القتال للوزن المتوسط. |
| فاز     | 3–0   | أوريا هول      | ضربة فنية قاضية (باللكمات)       | حلقة القتال 31                                | 24 سبتمبر 2010 | 1      | 3:06  | أتلانتيك سيتي، نيو جيرسي، الولايات المتحدة | أول ظهور في الوزن المتوسط. فاز بلقب بطولة حلقة القتال للوزن المتوسط.                                                                                       |
| فاز     | 2–0   | مايك ستيوارت   | ضربة فنية قاضية (باللكمات)       | حلقة القتال 24                                | 17 أبريل 2009  | 1      | 2:38  | أتلانتيك سيتي، نيو جيرسي، الولايات المتحدة | نزال في وزن غير محدد (190 رطل). |
| فاز     | 1–0   | ريووبم لوبيز   | إخضاع (كيمورا)                   | حلقة القتال 23                                | 20 فبراير 2009 | 1      | 1:35  | أتلانتيك سيتي، نيو جيرسي، الولايات المتحدة | نزال في وزن غير محدد (190 رطل). |

## نزالات الدفع مقابل المشاهدة
| #               | الحدث           | القتال            | التاريخ         | المكان                     | المدينة                             | المبلغ    |
| --------------- | --------------- | ----------------- | --------------- | -------------------------- | ----------------------------------- | --------- |
| 1.              | يو إف سي 162    | سيلفا ضد ويدمان   | 6 يوليو 2013    | إم جي إم جراند جاردن أرينا | لاس فيغاس، نيفادا، الولايات المتحدة | 550،000   |
| 2.              | يو إف سي 168    | ويدمان ضد سيلفا 2 | 28 ديسمبر 2013  | إم جي إم جراند جاردن أرينا | لاس فيغاس، نيفادا، الولايات المتحدة | 1،025،000 |
| 3.              | يو إف سي 175    | ويدمان ضد ماتشيدا | 5 يوليو 2014    | ميشيلوب ألترا أرينا        | لاس فيغاس، نيفادا، الولايات المتحدة | 545،000   |
| اجمالي المبيعات | اجمالي المبيعات | اجمالي المبيعات   | اجمالي المبيعات | اجمالي المبيعات            | اجمالي المبيعات                     | 2،120،000 |

## وصلات خارجية
- كريس ويدمان على موقع يو إف سي (الإنجليزية)
- كريس ويدمان على موقع شيردوغ (الإنجليزية)
- كريس ويدمان على موقع Tapology.com (الإنجليزية)
- كريس ويدمان على موقع IMDb (الإنجليزية)
- كريس ويدمان على موقع قاعدة بيانات الفيلم (الإنجليزية)

| الإنجازات          | الإنجازات                                                     | الإنجازات        |
| ------------------ | ------------------------------------------------------------- | ---------------- |
| سبقه أندرسون سيلفا | سادس بطل يو إف سي للوزن المتوسط 6 يوليو 2013 – 12 ديسمبر 2015 | تبعه لوك روكهولد |